# Francisco Bosch (rugbista)
Francisco Bosch (Buenos Aires, 31 dicembre 1982) è un rugbista a 15 argentino, tre quarti ala dell'Hindú Club.

## Biografia
Proveniente dall'Hindú Club di Buenos Aires, Bosch debuttò in Nazionale maggiore a 21 anni nel 2004 contro il Cile nel corso del Sudamericano 2004, marcando anche una meta all'esordio; divenne professionista nel 2006, allorché fu ingaggiato dalla provincia neozelandese di Manawatu; lì si distinse, e divenne famoso, per una meta segnata contro Waikato allungandosi il pallone di testa e poi andando a schiacciarlo, anche se l'impresa, pur spettacolare, non evitò la sconfitta della sua squadra.
Nel 2009, terminato il contratto con Manawatu, tornò in Argentina all'Hindú, club con il quale si aggiudicò il Torneo URBA alla sua prima stagione, per poi ripetersi nel 2012 e 2014, oltre al Nacional de Clubes nel 2010.
A tutto il 2014 la sua più recente apparizione internazionale è del dicembre 2005 contro Samoa.

## Palmarès
- Campionati sudamericani: 1
Argentina: 2004
- Campionati URBA: 2
Hindú: 2012, 2014